# Bitoma crenata
Bitoma crenata là một loài bọ cánh cứng trong họ Zopheridae. Loài này được Fabricius miêu tả khoa học năm 1775.

## Hình ảnh

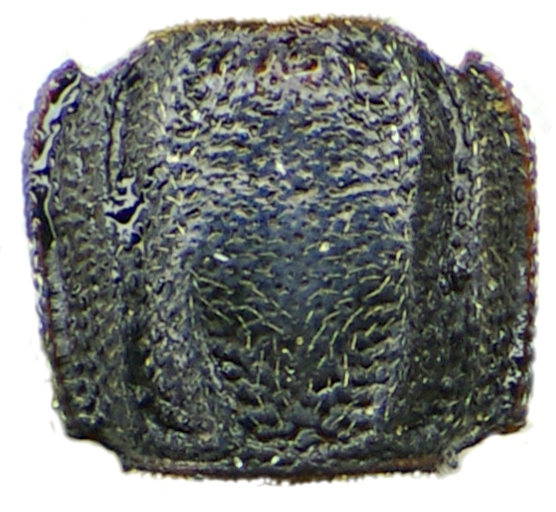
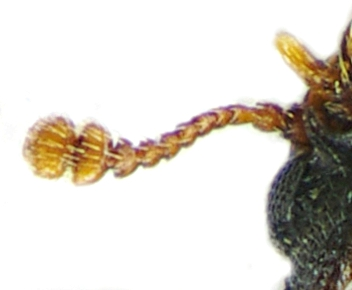
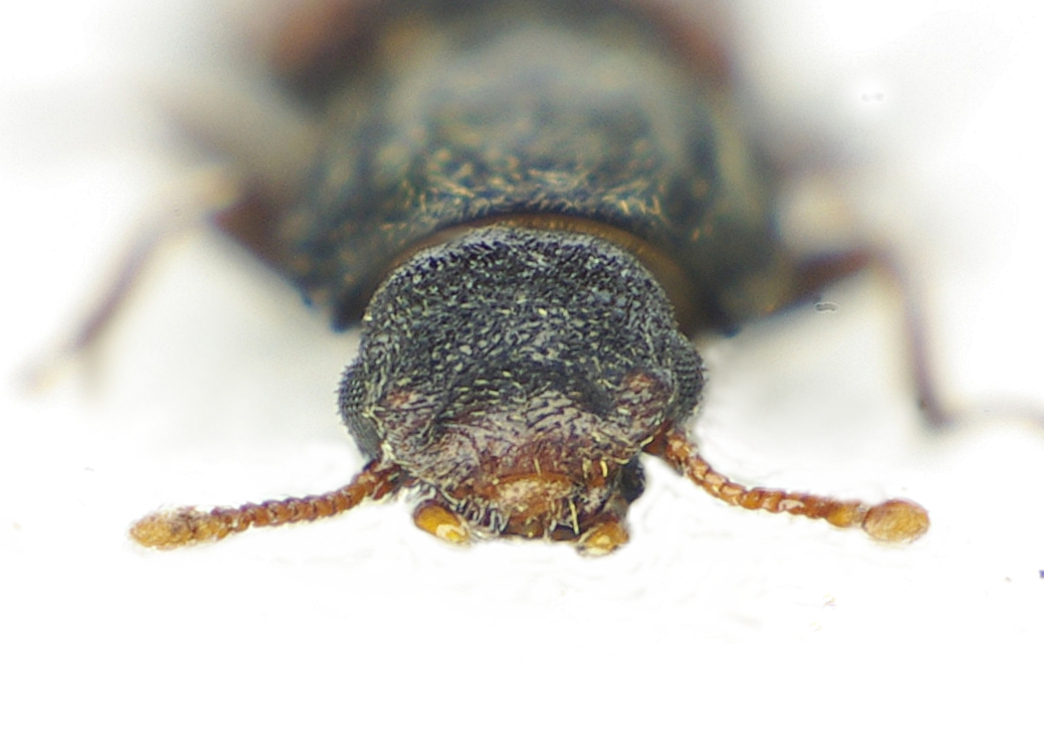
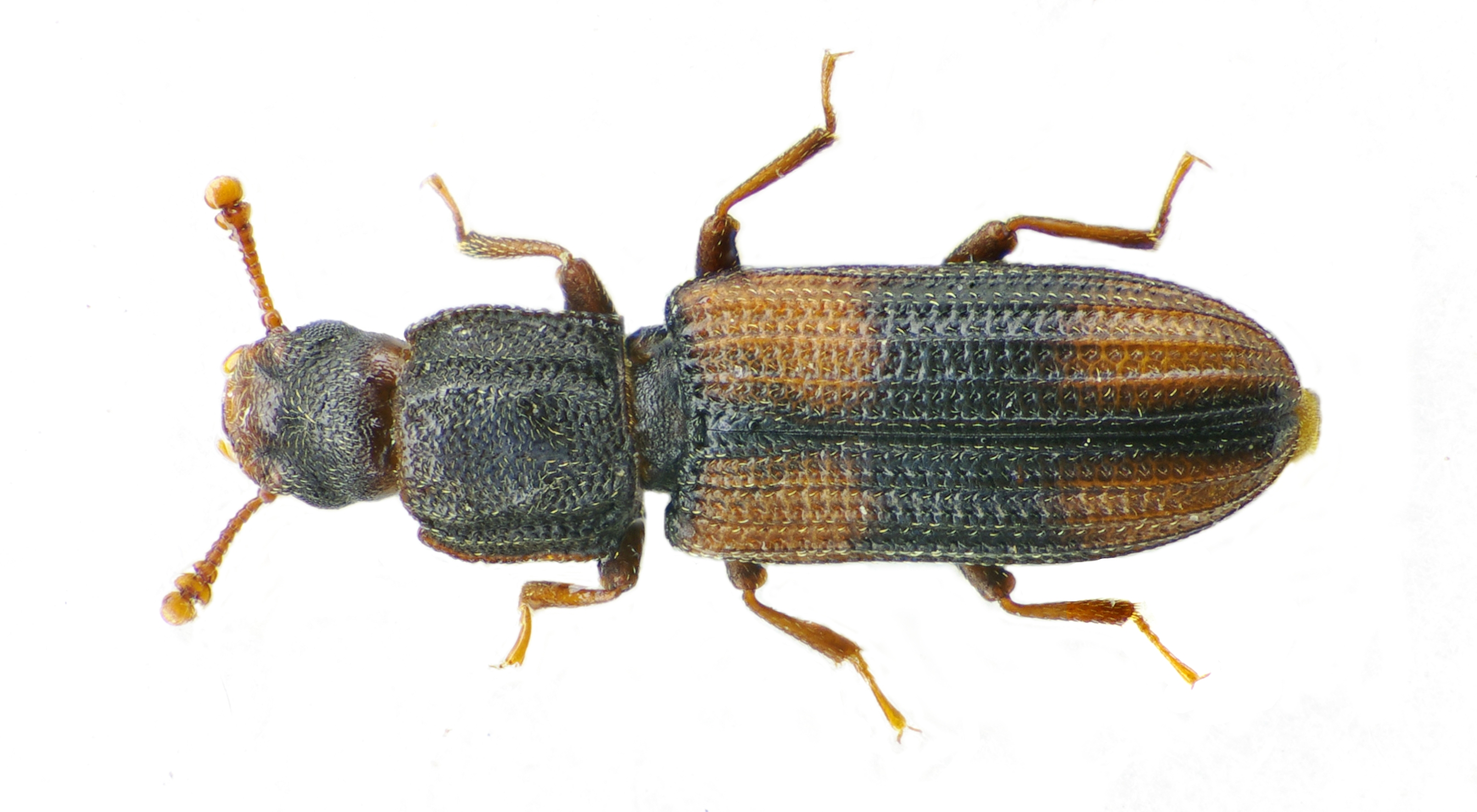